# Comfort Doyoe Cudjoe-Ghansah
Comfort Doyoe Cudjoe-Ghansah, née le 3 novembre 1967, est une politicienne ghanéenne et députée de la circonscription d'Ada. Elle est Whip en chef adjointe au Parlement du Ghana.

## Biographie

### Enfance, éducation et débuts
Cudjoe-Ghansah nait le 3 novembre 1967 à Big Ada, dans la région du Grand Accra. Comfort obtient son diplôme en sténographie de la Royal Academy of Accounting d'Accra en 1983. Elle obtient un certificat en présentation radiophonique et télévisée du Ghana Institute of Journalism en 2011.

### Carrière
Cudjoe-Ghansah est députée de la circonscription d'Ada et siège aux commissions du genre et des enfants, ainsi qu'aux affaires étrangères. Elle est ministre d'État du gouvernement ghanéen chargé des institutions sociales et connexes en janvier 2013 par le président du Ghana John Dramani Mahama. Elle nie les accusations en 2014 selon lesquelles elle aurait soudoyé des membres de l'assemblée pour qu'ils rejettent un chef de l'exécutif de district nommé par le président. Une réunion d'urgence dans la région blanchit son nom.
Elle rencontre l'ambassadeur de Chine au Ghana plus tard dans l'année pour discuter d'une collaboration sur la santé et le bien-être des enfants.
En 2016, elle présente des ordinateurs au nom du gouvernement au chef de la fonction publique ghanéenne et plus de 500 bureaux aux écoles de sa circonscription. Lors d'une cérémonie discrète, elle souligne l'importance de l'éducation pour les citoyens ghanéens.

### Carrière politique
Cudjoe-Ghansah conteste et remporte le siège parlementaire du Congrès national démocratique pour la circonscription d'Ada dans la région du Grand Accra. Elle remporte ce siège lors des élections générales ghanéennes de 2016. Trois autres candidats, à savoir Kanor Saakey du Nouveau Parti Patriotique, Asupah Manasseh du Parti National Démocratique et Daniel Katey Ossah du Parti Populaire de la Convention, participent également à l'élection partielle de 2016 dans la circonscription d'Ada. Elle remporte l'élection en obtenant 18 954 voix sur 23 570 voix exprimées, soit 80,42% du total des votes valides. En 2020, elle conserve son siège, avec 27 591 voix, gagnant 82,14% des voix exprimées pour le siège d'Ada au Parlement.

## Vie privée
Elle est une chrétienne mariée et mère de six enfants. Elle prend la parole lors d'événements visant à apporter une cohésion religieuse dans la région, louant la paix au Ghana.